# C6H11NO2S
化学式C6H11NO2S（摩尔质量：161.22 g/mol）可以指：
- S-烯丙基半胱氨酸，混合CAS号：49621-03-6 
  - L-S-烯丙基半胱氨酸，CAS号：21593-77-1 
  - D-S-烯丙基半胱氨酸，CAS号：？

|  | 这个同类索引页列出了具有相同分子式的化学物（即同分異構體）条目。 除非您是有意链接至本页，否则应将相应条目的内部链接指向正确的条目。 |